# Средняя Султановка
Средняя Султановка — село в Володарском районе Астраханской области России. Входит в состав Султановского сельсовета. Население 96 человек (2010), 99 % из них — казахи .

## География
село находится в юго-восточной части Астраханской области, на правом берегу протоки  Бушма дельты реки Волги, возле островов Барнатау, Дуниловка и др. Уличная сеть состоит из одного географического объекта: Верхняя улица. Южная окраина села смыкается с северной окраиной с.Нижняя Султановка
Абсолютная высота — 25 метров ниже уровня моря.
Климат
умеренный, резко континентальный, характеризуется высокими температурами летом и низкими — зимой, малым количеством осадков, а также большими годовыми и летними суточными амплитудами температуры воздуха.

## Население
| 2002 | 2010 |
| ---- | ---- |
| 98   | ↘96  |

Национальный и гендерный состав
По данным Всероссийской переписи, в 2010 году численность населения посёлка составляла 96 человек (46 мужчин и 50 женщин, 47,9 и 52,1 %% соответственно).
Согласно результатам переписи 2002 года, в национальной структуре населения казахи составляли 99 % от 98 жителей.
| Национальность | Численность (2010) | Процент |
| -------------- | ------------------ | ------- |
| Казахи         | 95                 | 100%    |
| Всего          | 95                 | 100%    |

## Инфраструктура
Нет данных

## Транспорт
Проселочные дороги. 